# 納斯卡省
納斯卡省（西班牙語：Provincia de Nazca），是秘魯的省份，位於該國中南部伊卡大區，首府是納斯卡，始建於1868年10月30日，面積2988平方公里，2012年人口210,098，人口密度每平方公里70人。